# Coreia do Norte nos Jogos Olímpicos de Inverno de 1992
A Coreia do Norte competiu nos Jogos Olímpicos de Inverno de 1992, realizados em Albertville, França.